# Ruben Komangapik
 (mars 2021).
La mise en forme du texte ne suit pas les recommandations de Wikipédia : il faut le « wikifier ».
Les points d'amélioration suivants sont les cas les plus fréquents :
- Les titres sont pré-formatés par le logiciel. Ils ne sont ni en capitales, ni en gras.
- Le texte ne doit pas être écrit en capitales (les noms de famille non plus), ni en gras, ni en italique, ni en « petit »…
- Le gras n'est utilisé que pour surligner le titre de l'article dans l'introduction, une seule fois.
- L'italique est rarement utilisé : mots en langue étrangère, titres d'œuvres, noms de bateaux, etc.
- Les citations ne sont pas en italique mais en corps de texte normal. Elles sont entourées par des guillemets français : « et ».
- Les listes à puces sont à éviter, des paragraphes rédigés étant largement préférés. Les tableaux sont à réserver à la présentation de données structurées (résultats, etc.).
- Les appels de note de bas de page (petits chiffres en exposant, introduits par l'outil «  Source ») sont à placer entre la fin de phrase et le point final[comme ça].
- Les liens internes (vers d'autres articles de Wikipédia) sont à choisir avec parcimonie. Créez des liens vers des articles approfondissant le sujet. Les termes génériques sans rapport avec le sujet sont à éviter, ainsi que les répétitions de liens vers un même terme.
- Les liens externes sont à placer uniquement dans une section « Liens externes », à la fin de l'article. Ces liens sont à choisir avec parcimonie suivant les règles définies. Si un lien sert de source à l'article, son insertion dans le texte est à faire par les notes de bas de page.
- La présentation des références doit suivre les conventions bibliographiques. Il est recommandé d'utiliser les modèles {{Ouvrage}}, {{Chapitre}}, {{Article}}, {{Lien web}} et/ou {{Bibliographie}}. Le mode d'édition visuel peut mettre en forme automatiquement les références.
- Insérer une infobox (cadre d'informations à droite) n'est pas obligatoire pour parachever la mise en page.

Pour une aide détaillée, merci de consulter Aide:Wikification.
Si vous pensez que ces points ont été résolus, vous pouvez retirer ce bandeau et améliorer la mise en forme d'un autre article.
Ruben Anton Komangapik (né 1976) est un bijoutier, sculpteur, métallurgiste, et artiste canadien inuit de Pond Inlet (Mittimatalik), situé sur la côte nord-est de l’île de Baffin (Qikiqtaaluk) au Nunavut. Il est renommé surtout pour ses sculptures de techniques mixtes, mais il est aussi un musicien, dont le bassiste dans le groupe heavy métal, Slayvz, et un chanteur et jouer de tambour inuit traditionnel.

## Jeunesse
Né à l’hôpital régional d’Iqaluit en 1976, il grandit à Pond Inlet, ainsi qu’à Arctic Bay et Clyde River jusqu’à l’âge de neuf ans. Ses grands-parents paternels, Joshua et Enuya Komangapik, ont joué un rôle important dans son éducation. Ils ont faite en sorte que Ruben apprenne les coutumes inuites et connaisse le mode de vie de la chasse au camp familial, en même temps que ses études formelles en ville.
Son grand-père, Joshua, à particulièrement influencé Ruben avec sa capacité de créer manuellement n’importe quoi avec des moyens limités. Joshua sculptait toutes sortes de matériaux, dont des parties d’animaux comme l’ivoire et l’os de baleine, et des morceaux de métal, notamment le cuivre et l’argent. Ruben retrace son intérêt pour la création artistique à cette époque, quand il empruntait les outils de son grand-père et commençait à faire ses propres jouets, tel qu'un qamutiit (traîneaux) ou des petites sculptures.
Ruben à également appris à sculpter les thèmes arctiques auprès de son père, Mikiseetee Komangapik.

## Éducation
En 1989, Ruben déménage à Saint Catharines, en Ontario avec ses grands-parents maternels, Hermann et Sophie Steltner, des scientifiques allemands, et étudie au Collège Ridley.
En 1992, il retourne à Pond Inlet pour vivre avec son père durant un an avant de rejoindre sa mère, Dorothee Komangapik, à Iqaluit, où elle enseigne au Collège de l’Arctique du Nunavut. Il s’inscrit au programme de métallurgie du collège et obtient son certificat du collège en 1995. Ensuite, il continue d’étudier pour obtenir son diplôme en joaillerie et en métallurgie.
Il enseigne par après des ateliers aux collèges à Sanikiluaq, Iqaluit, Hall Beach, et Salluit, avant de se consacrer à sa pratique d’artiste indépendant.

## Carrière artistique
Les œuvres de Ruben partagent sa culture avec le public. Il partage aussi sa connaissance des matériaux et des techniques à travers des ateliers et des conférences. Notamment, il a donné des ateliers sur la sculpture sur pierre au Great Northern Arts Festival et The Walrus Talks (2015). Sa sculpture et sa vidéo Qilalugaq (Narval) montrent son intérêt pour les légendes, les mythes et les nouvelles technologies inuits. Son grand-père a également influencé la façon dont Komangapik incorporerait et dépeindrait la figure du chaman dans ses œuvres.
Ruben travaille actuellement dans sa maison-atelier à Caplan dans la région de Gaspé au Québec avec sa femme, Estelle, et vend ses sculptures aux collectionneurs directement ainsi que par l’entremise de galeries qui s’intéressent aux nouvelles pratiques en art inuit, y compris Spirit Wrestler Gallery à Vancouver et Feheley Fine Arts à Toronto.

## Les expositions
- 2008: Spirit Wrestler: Shaman, Sedna and Spirits, Spirit Wrestler Gallery (Vancouver, Colombie-Britannique)
- 2011: Contemporary Reflections, La Guilde (Montréal, Québec)
- 2017: Canadian Biennial, Le Musée des beaux-arts du Canada (Ottawa, Ontario)

## Prix
Ruben a remporté le prix du choix des artistes à quatre reprises au Great Northern Arts Festival. En 2016, il a été chargé de créer une œuvre sculpturale avec Koomuatuk Curley de l'Université York à Toronto, dans le cadre du projet Mobilizing Inuit Cultural Heritage.

## Les collections
Ses sculptures peuvent être retrouvées dans des collections permanentes à travers l'Europe et le Canada, y compris celle du Musée des beaux-arts du Canada (Ottawa, Ontario), la Banque d'art du Conseil des arts du Canada (Ottawa, Ontario) et du Canada House (Banff, Colombie-Britannique).